# إدوارد فوكس (محامي)
إدوارد فوكس (بالإنجليزية: Edward Fox) هو قاضي ومحامي أمريكي، ولد في 10 يونيو 1815 في بورتلاند في الولايات المتحدة، وتوفي في 14 ديسمبر 1881.